# Rinorea apertior
Rinorea apertior är en violväxtart som beskrevs av G. Achoundong och J.J. Bos. Rinorea apertior ingår i släktet Rinorea och familjen violväxter. Inga underarter finns listade i Catalogue of Life.